# 茱莉亞·伯特弗萊·希爾
茱莉亞·伯特弗萊·希爾（英語：Julia "Butterfly" Hill，1974年2月18日—），美國的環保運動人士。茱莉亞最為人知的是她曾經在一棵180英尺、1500歲的加州紅杉上住了738天（從1997年12月10日到1999年12月18日）。她住在那棵名為「露娜」的樹上的目的是為了阻止太平洋木業公司（Pacific Lumber Company）將它砍倒。茱莉亞在其他義工的協助下蓋了一個4英尺乘6英尺大的遮蔽所，樹居期間居住在其中。
搖滾樂團嗆辣紅椒的歌曲〈Can't Stop〉中有一句歌詞「J. Butterfly is in the treetops」提及茱莉亞。